# Palác Vinohrady
Palác Vinohrady (nyní též Stimbuilding, dříve: Strojimport, Palác STIMB, Casablanca INT) je výšková budova v Praze 3 ve Vinohradech u hranice s Žižkovem, nachází se na jihozápadní straně křižovatky ulic Vinohradská a Jana Želivského na adrese Vinohradská 2396/184. Jejím současným vlastníkem je švýcarská akciová společnost Merona Holding.

## Historické názvy
- 1971-1996: Strojimport
- 1996-2011: Palác STIMB
- 2012-?: Casablanca INT
- ?-současnost: Stimbuilding (též Palác Vinohrady)

## Historie

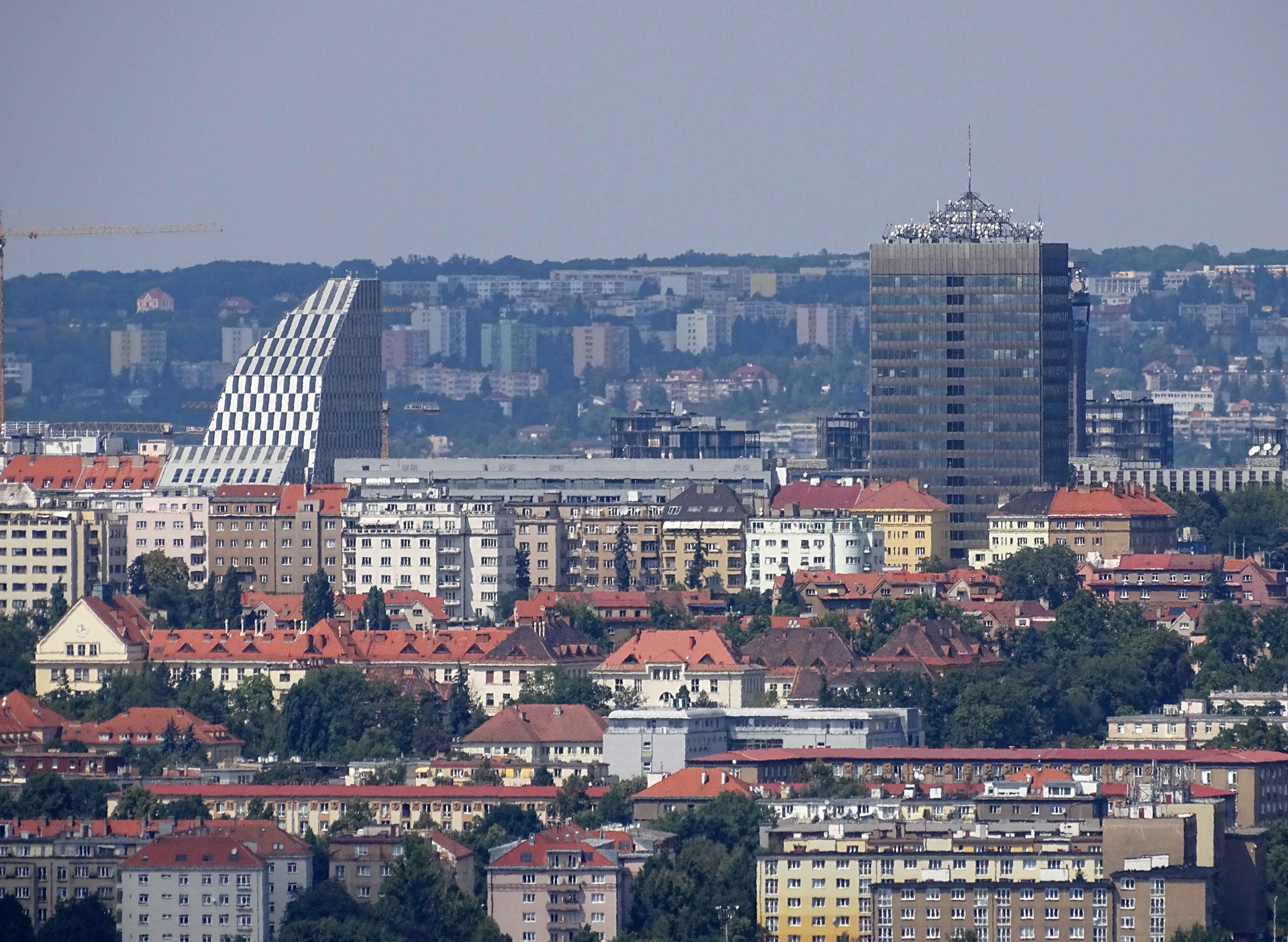
Pohled na Palác Vinohrady a novou kancelářskou budovu Crystal, 2015

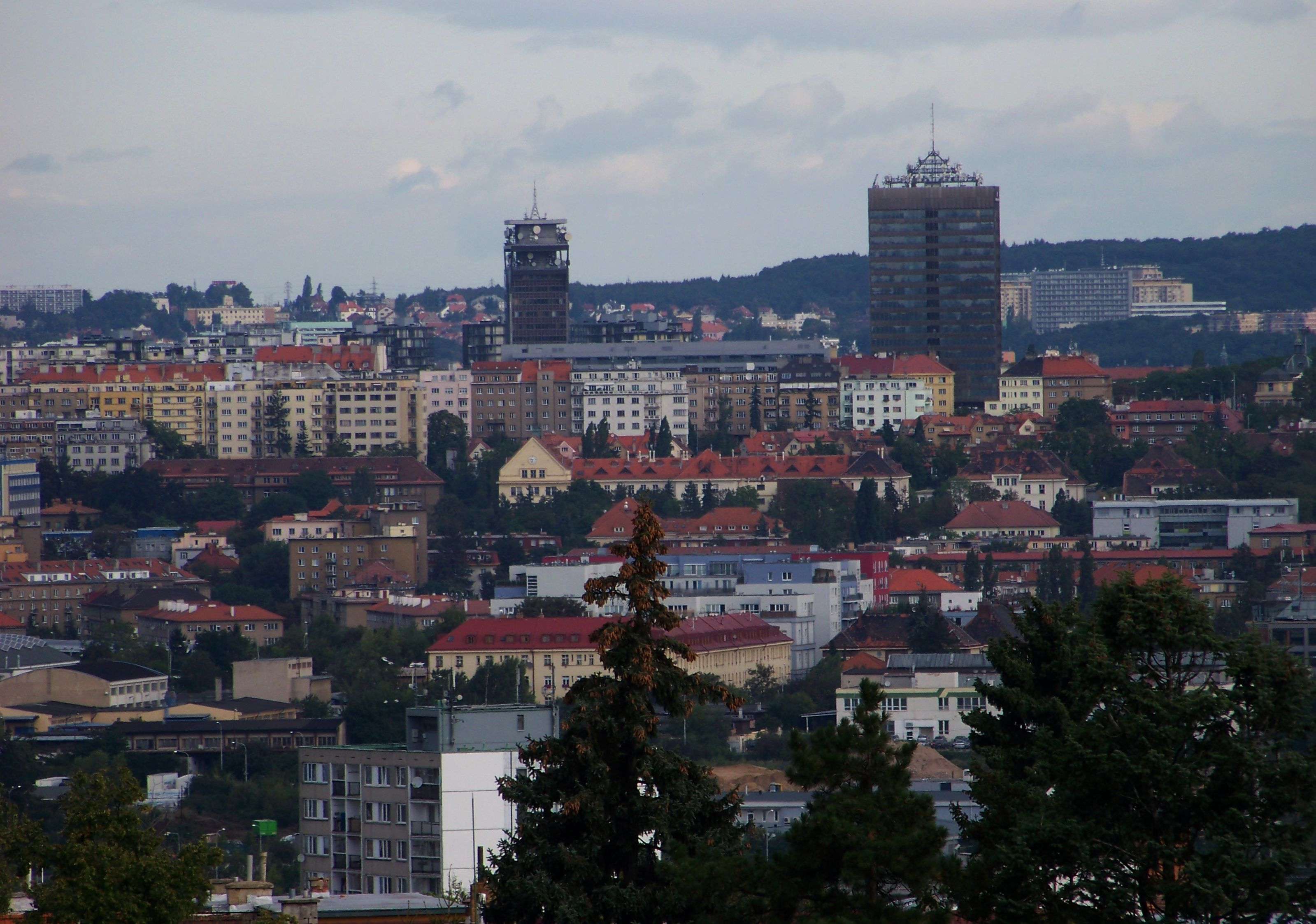
Uplatnění budovy v panoramatu města při pohledu od Roztyl, vedle bývalá centrála o2

Budova byla postavena milánskou firmou FEAL v roce 1971 podle návrhu architektů Zdeňka Kuny, Zdeňka Stupky a Olivera Honke-Houfka jako ředitelství Podniku zahraničního obchodu (PZO) Strojimport. Inspirací byl newyorský mrakodrap Seagram Building z roku 1958, který navrhli Ludwig Mies van der Rohe a Philip Cortelyou Johnson.
V červnu 2003 byla na střechu budovy instalována ocelová konstrukce pyramidálního tvaru, která nese telekomunikační techniku a VKV vysílač Country Radia a Radia Beat. Podle Jiřího Oulického tím stavba ztratila původní eleganci a její silueta je narušená.
V místním názvosloví je budova i nadále označována jako Strojimport, například Dopravní podnik hlavního města Prahy ještě v roce 2012 v oznámení o tramvajové výluce označoval tramvajovou zastávku u této budovy jako „Želivského (u Strojimportu)“, k rozlišení od zastávek u vstupů do metra.

## Popis
Budova má celkem 18 podlaží (včetně přízemí) a je vysoká asi 68 m, včetně antenního stožáru na střeše zhruba 90 m. Přízemí a první nadzemní podlaží tvoří dvoupodlažní podnož se vstupem, hovornami a nástavbou zasedacího sálu, nad ní je 16 podlažní hranol kanceláří a technického podlaží. Nosná konstrukce budovy je ocelová, svisle nesená 18 sloupy, obvodový plášť tvoří závěsné panely z eloxovaného hliníku a okna z ditermálního reflexního skla, kterých je na každém podlaží 88. Od roku 2003 má na střeše ocelovou konstrukci pyramidálního tvaru nesoucí různé vysílače, autor budovy však považuje nástavbu za „něco naprosto nepochopitelného“.